# Algorab
Delta Corvi (δ Crv / δ Corvi) é uma estrela binária na constelação de Corvus. É também conhecida tradicionalmente como Algorab.
O componente principal, Delta Corvi A, é uma estrela da sequência principal de tipo espectral A0V, com 2,5 vezes a massa solar. A outra estrela, Delta Corvi B, é uma anã laranja com 0,75 a massa solar. A distância mínima entre essas estrelas é de 650 UA, com um período orbital de pelo menos 9 400 anos.